# DJあおい
DJあおい（ディージェイあおい）は、日本のコラムニスト、カウンセラー。

## 概要
過去にDJをやっていて、その時の名前であるDJあおいを使い続ける。
日本一恋愛の相談を受けている。相談に来るのは中学生から50代ほどなのだが、相談に来る皆は驚くほど凄く幼いとしている。30歳前後ならば本来ならばある程度は完成している年齢なのだが、まるで高校生のような悩み相談が多い。大人になりきれていない人が多いとしている。幼いということも世間には受けているために自覚が無く、若さと幼さを履き違えている人が増えているとしている。
メジャーになるまでの過程に、ある時に親しいフォロワーが恋愛のことで悩んでいたときに、直接伝えるのも恥ずかしいために見てくれたらラッキーという程度で書き込んだ応援ツイートが翌朝には1万RTほどになり、同時に前日までは数百人だったフォロワーが1万人とか2万人になっていたということがあった。
職場での不倫の相談を受けることが非常に多くなっている時期があった。このことについて、仕事は仕事と思っている人は決して職場に恋愛沙汰を持ち込まず、職場での不倫もしないとする。恋愛と混同した仕事は仕事ではないとする。職場で不倫をした時点で仕事を棄てているとする。不倫は末期になってくると恋愛感情ではなくただの被害者意識で付き合うのみになるとする。こんなに長い年月を捧げたのだからそれなりの幸せを提供しろという風に見返りを要求するようになる。このような状態になっていれば既に恋愛ではなく見返りの回収で、恋愛はとっくの昔に終わっているとする。
浮気をされがちな男から、真面目な男というのは浮気をされやすいのかという相談を受ける。これに対しては、真面目な男が浮気をされるのではなく、浮気をする女は彼氏がだれであれ浮気をすると答える。そして浮気をしない女というのは生活が安定しているために自分で自分を満たすことができると答える。そして優しくて真面目な男は自己愛が満たせていない女と付き合ってしまっていると答える。
なぜか上司から好かれる中身の無い人とうまく付き合うには、人を嫌う罪悪感を棄てれば良いとする。病的に人を嫌う人は被害者意識が強いのだが、その被害者意識は人を嫌ってはいけないという罪悪感から来るとする。自分が危害を与える加害者のようになっているのに本人のみは被害者のつもりになっているとのこと。このようにならないためには、人を嫌うということを禁じないようにすれば良いとのこと。人を嫌ってもいいし人に嫌われてもいいと自分で許せたときに、好き嫌いとは人格の良し悪しから相性の良し悪しになるとする。嫌いならば嫌いなりの付き合い方があり、道徳や礼儀はそのためにあるとする。嫌いな人には本音を言ったりありのままの自分を見せる必要は無く礼儀のみで付き合えば良いとする。相手を好きにならなければ人間関係を築くことができない人間性の方が大人失格とする。
2023年には『ハマる男に蹴りたい女』のストーリーを分析したコラムを執筆する。